# 百々俊二
百々 俊二（どど しゅんじ、1947年 - ）は、日本の写真家。

## 経歴
1947年、大阪府にて誕生。1970年に九州産業大学芸術学部写真学科を卒業。1972年、大阪写真専門学校（現ビジュアルアーツ専門学校・大阪）教員となる。写真展・写真集「楽土紀伊半島」にて日本写真協会年度賞を受賞する。

## 受賞歴
- 1999年 - 伊奈信男賞[3]
- 2011年 - 東川賞[4]